# Miss USA 2015
 (novembre 2021).
Si vous disposez d'ouvrages ou d'articles de référence ou si vous connaissez des sites web de qualité traitant du thème abordé ici, merci de compléter l'article en donnant les références utiles à sa vérifiabilité et en les liant à la section « Notes et références ».
Miss USA 2015, est la 64e élection de Miss USA, qui s'est déroulée le 12 juillet 2015, la gagnante succède à Nia Sanchez, Miss Nevada USA 2014.

## Résultats
| Résultats finaux | Candidates |

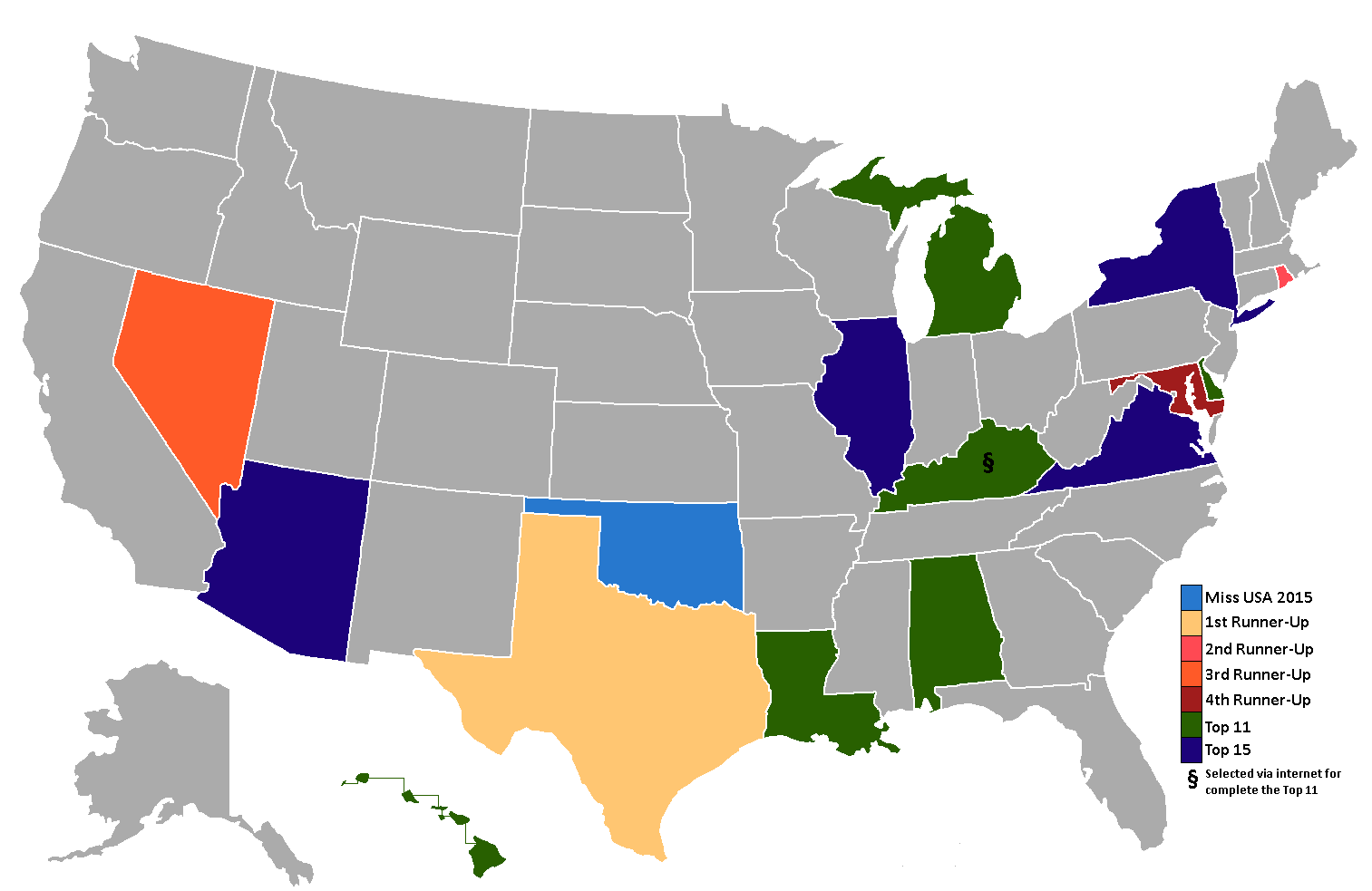
Résultat final du concours Miss USA Pageant 2015.

| Miss USA 2015    | - Oklahoma - Olivia Jordan |
| 1re dauphine     | - Texas - Ylianna Guerra |
| 2e dauphine      | - Rhode Island - Anea Garcia |
| 3e dauphine      | - Nevada - Brittany McGowan |
| 4e dauphine      | - Maryland - Mamé Adjei |
| Top 11           | - Alabama - Madison Guthrie - Delaware - Renee Bull - Hawaï - Emma Wo - Kentucky - Katie George § - Louisiane - Candice Bennatt - Michigan - Rashontae Wawrzyniak |
| Top 15           | - Arizona - Maureen Montagne - Illinois - Renee Wronecki - New York - Thatiana Diaz - Virginie - Laura Puleo                                                      |

§ Sauvée pour intégré le Top 11

### Prix spéciaux
| Prix spéciaux   | Candidates                                        |
| Miss Sympathie  | - Alaska - Kimberly Agron - Delaware - Renee Bull |
| Miss Photogénie | - Indiana - Gretchen Reece                        |

## Ordre d'Annoncement

### Top 15
1. Texas
2. Maryland
3. Arizona
4. Michigan
5. Virginie
6. Rhode Island
7. Kentucky
8. Hawaï
9. New York
10. Illinois
11. Nevada
12. Oklahoma
13. Delaware
14. Louisiane
15. Alabama

### Top 11
1. Nevada
2. Hawaï
3. Rhode Island
4. Maryland
5. Alabama
6. Louisiane
7. Michigan
8. Oklahoma
9. Delaware
10. Texas
11. Kentucky

### Top 5
1. Oklahoma
2. Texas
3. Rhode Island
4. Maryland
5. Nevada